# El Encanto
El Encanto là một khu tự quản thuộc tỉnh Amazonas (tỉnh), Colombia. Thủ phủ của khu tự quản El Encanto đóng tại El Encanto Khu tự quản El Encanto có diện tích ki lô mét vuông. Đến thời điểm ngày 28 tháng 5 năm 2005, khu tự quản El Encanto có dân số 2331 người.